# 沙特里謝 (蘇梅州)
52°1′27″N 33°40′55″E / 52.02417°N 33.68194°E
沙特里谢（羅馬化：Shatryshche）是烏克蘭北部蘇梅州紹斯特卡區亞姆皮利市鎮的村莊。該村處於科西奇哈河右岸，分別距離斯科贝奇夫斯凯1公里和傑拉日尼亞1.5公里，海拔高度157米，2001年人口918。